# Риу-Клару (Сан-Паулу)
Риу-Клару (порт. Rio Claro)  —  муниципалитет в Бразилии, входит в штат Сан-Паулу. Составная часть мезорегиона Пирасикаба. Входит в экономико-статистический  микрорегион Риу-Клару. Население составляет 190 373 человека на 2006 год. Занимает площадь 498,008 км². Плотность населения — 382,3 чел./км².
Праздник города —  24 июня.

## История
Город основан 10 июня 1827 года.

## Статистика
- Валовой внутренний продукт на 2003 составляет 2.163.046.388,00 реалов (данные: Бразильский институт географии и статистики).
- Валовой внутренний продукт на душу населения на 2003 составляет 12.002,72 реалов (данные: Бразильский институт географии и статистики).
- Индекс развития человеческого потенциала на 2000 составляет 0,825 (данные: Программа развития ООН).

## География
Климат местности: горный тропический. В соответствии с классификацией Кёппена, климат относится к категории Cwa.